# José Cubero Sánchez
José Cubero Sánchez, conocido como el Yiyo (Burdeos, 16 de abril de 1964-Colmenar Viejo, 30 de agosto de 1985) fue un torero español. Falleció a los veintiún años por una  cornada en el corazón recibida del toro Burlero en la plaza de toros de Colmenar Viejo.

## Biografía
Nacido en Burdeos, Francia en una familia de emigrantes, pero criado en el madrileño barrio Canillejas. Fue alumno destacado de la Escuela Nacional de Tauromaquia de Venta del Batán en Madrid, renombrada Escuela Taurina de la Comunidad de Madrid el Yiyo (ETCM Yiyo) en su honor en 2016. En marzo de 1980, debutó con picadores en San Sebastián de los Reyes, donde compartió cartel con Carlos Aragón y Antonio Amores. Ese mismo año encabezó el escalafón novilleril y consiguió el famoso Zapato de Oro de Arnedo.
Recibió la alternativa como torero el 30 de junio de 1981 en la plaza de toros de Burgos de manos de Ángel Teruel y con José María Manzanares como testigo, con el toro Comadrejo de J. Buendía. Su confirmación fue el 27 de mayo de 1982 en la Feria de San Isidro con José María Manzanares como padrino y Emilio Muñoz como testigo, con el toro Bohemio de Félix Cameno.

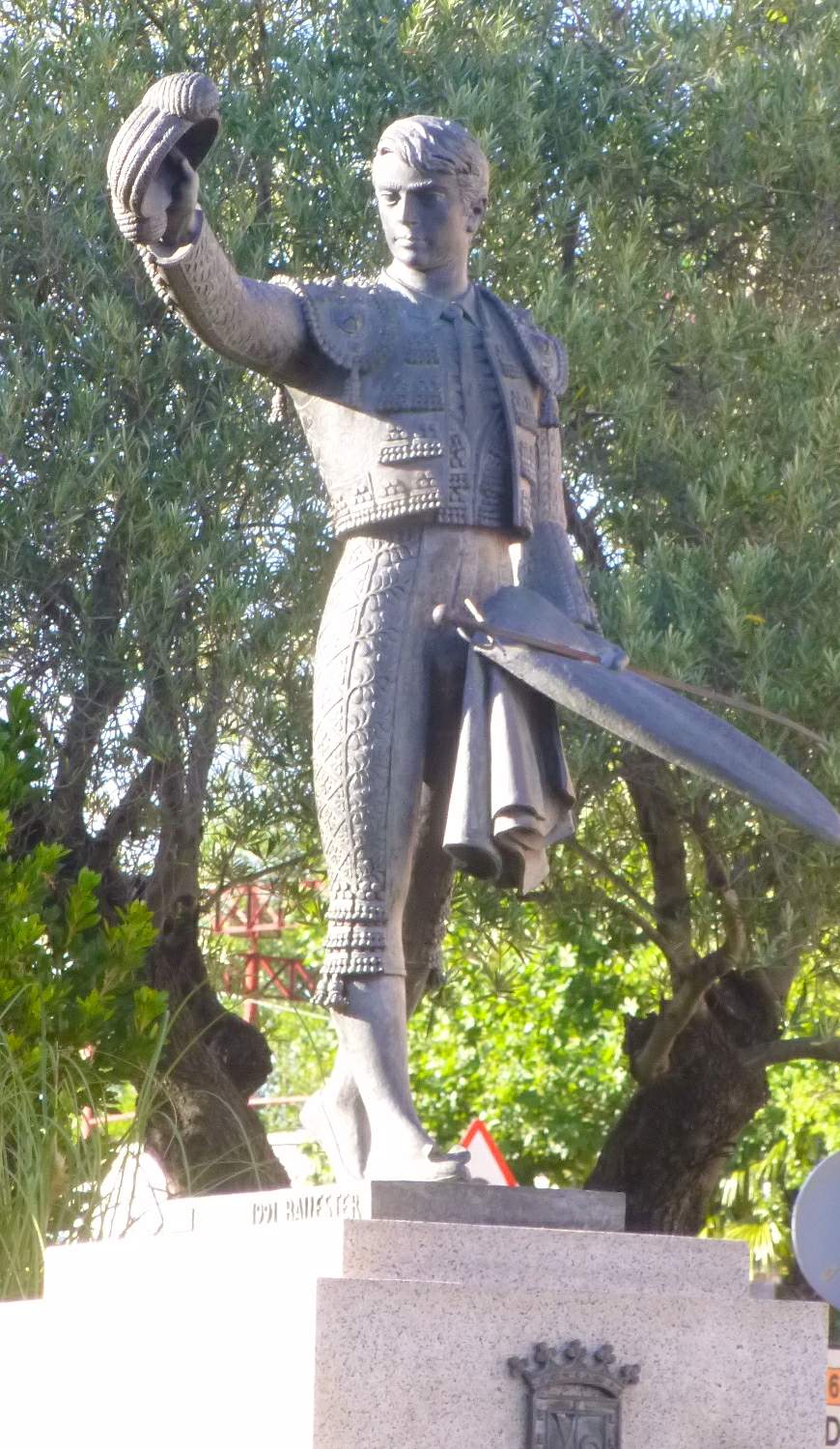
Monumento en homenaje a el Yiyo en Colmenar Viejo

Salió dos veces por la Puerta Grande de Las Ventas, el 1 y el 9 de junio de 1983, y en 1981 como novillero.
El 26 de septiembre de 1984, el Yiyo compartió cartel en Pozoblanco con Francisco Rivera Paquirri el día de la cogida mortal que le propició el toro célebre Avispado que supuso su muerte. En la cultura popular dicho cartel está maldito.

### Muerte
Siendo referente del toreo y la esperanza de muchos aficionados por sus buenas condiciones, gozando de gran popularidad, el 30 de agosto de 1985, sustituyó a Curro Romero en la plaza de toros de Colmenar Viejo para actuar al lado de Antonio Chenel, Antoñete, y José Luis Palomar, con toros de Marcos Núñez. El sexto de la tarde, de nombre Burlero, permitió a José Cubero, el Yiyo, una lidia que remató con una estocada de la cual salió rebotado el torero. Rodó por el suelo, salieron los subalternos, pero el toro hizo por él, y le hirió, al prenderlo por la axila. El cuerno del toro entró de lleno al corazón, y lo partió en dos y murió de forma instantánea. José Cubero tenía veintiún años. Se celebró un funeral en Las Ventas, al que asistieron autoridades, toreros y aficionados, y fue llevado a hombros entre la multitud hasta el Cementerio de la Almudena, donde fue enterrado.
A modo de homenaje, tiene una escultura frente a la plaza de toros de Colmenar Viejo y una escultura monumental frente a Las Ventas, obra de Luis Sanguino. En 1985 el conocido periodista y escritor Antonio D. Olano escribió el libro Yiyo. Adiós, príncipe, adiós en su recuerdo.